# فتحي باشاغا
فتحي علي عبد السلام باشاغا (1962، مصراتة -) هو عسكري وسياسي ليبي. شغل منصب وزير الداخلية في حكومة الوفاق الوطني من أكتوبر 2018 إلى مارس 2021 وشغل في نفس الوقت عضوية المجلس الرئاسي في طرابلس. كلفه البرلمان الليبي في فبراير 2022 بتشكيل حكومة جديدا خلفا لحكومة الدبيبة ومنح البرلمان بالإجماع الثقة لحكومة باشاغا في 1 مارس 2022. ثم تم سحب الثقة منه في 16 مايو 2023.

## سيرته
وُلد فتحي علي عبد السلام باشاغا في 20 أغسطس 1962 في مدينة مصراتة، ليبيا. بعد إتمام المرحلة الثانوية تخرَّج من الكلية الجوية برتبة مُلازم ثان طيار مقاتل واختُير ضمن 5 ضُباط للاستمرار بتدريب الطلبة بعد اجتيازه لدورة التدريب وبقي فيها إلى أن استقال من السلاح الجوي عام 1993 وانتقل لتجارة الاستيراد وعمل في هذا المجال. وبعد قيام الثورة الليبية 2011، تشكلت وقتها اللجنة القضائية وهي اللجنة التي استدعت الضباط العاملين والمُستقيلين لتكوين لجنة عسكرية وكان أحد أعضاء المجلس العسكري لمصراتة.
في 2011، التحق بالمجلس العسكري رئيسًا لقسم المعلومات والإحداثيات، ثم ناطقًا باسم المجلس العسكري لمصراتة. وانضم إلى اللجنة الاستشارية في هيئة المصالحة الوطنية. وعمل عضوًا بمجلس الشورى مصراتة في 2012، يُعد باشاغا أحد داعمي عمليات فجر ليبيا وشارك بها. ترشَّح عام 2013 لمنصب وزير الدفاع.
انتخب لعُضوية مجلس النواب عن مدينة مصراتة 2014. قرر مُقاطعة مجلس النواب ضمن مجموعة من نواب مصراتة. ورُشِّح في 2015 لرئاسة مجلس الدفاع والأمن القومي بحكومة الوفاق واعتذر عن قَبول المنصب. في 2016، شارك في لجنة الحوار السياسي عن مجلس النواب. وفي أكتوبر 2018، قررت حكومة الوفاق تكليفه بمهام وزير الداخلية.
رُشِّح لمنصب وزير الداخلية في 7 أكتوبر من عام 2018، بعدما أصدر رئيس المجلس الرئاسي لحكومة الوفاق الوطني فائز السراج قرارًا بتكليف فتحي باشآغا بمهام وزير الداخلية في حكومة الوفاق الوطني، خلفا للعميد عبد السلام عاشور، بموجب القرار رقم (1371) لسنة 2018.
في 28 أغسطس 2020، تم إيقاف باشاغا عن العمل كوزير للداخلية وسط احتجاجات في طرابلس، ثم تمت إعادته بعد تحقيق إداري على صلة بإطلاق النار على تظاهرات شهدتها العاصمة طرابلس قبل نحو أسبوعين.

## محاولة إغتيال
في يوم الإثنين 16 ديسمبر 2019 تعرّض موكب فتحي باشاغا إلى إطلاق نار في مدينة مصراتة من طرف قوات الجيش الوطني الليبي التابعة لخليفة حفتر وما نجم عنه من إصابات خفيفة إلّا أنه لم يلحق به أي ضرر بالغ بالوزير، فيما يأتي ذلك بالتزامن مع إعلان خلفية حفتر عن بدء قواته ما وصفها بـ«المعركة الحاسمة» بغية السيطرة على العاصمة طرابلس.

## رئاسة الوزراء
في 10 فبراير 2022، صوت مجلس النواب الليبي، بالإجماع على تكليف فتحي باشاغا بتشكيل حكومة جديدة خلفا لحكومة عبد الحميد الدبيبة الذي سحب البرلمان الثقة منها في سبتمبر 2021. وفي 1 مارس 2021، منح مجلس النواب الليبي المنعقد في طبرق، الثقة لحكومة فتحي باشاغا بأغلبية 92 صوتا من أصل 101 كانوا حاضرين في الجلسة.
وفي 3 مارس 2022، أدى باشاغا وعدد من وزراءه اليمين الدستورية في مقر البرلمان بطبرق. بينما غاب أكثر من 13 وزيرا على أداء اليمين بسبب منعهم من السفر إلى طبرق من قبل قوات تابعة لحكومة الوحدة الوطنية.
لكن لم يسلم عبد الحميد الدبيبة السلطة لباشاغا وسط تمسك الدبيبة بشرعية حكومته. حتى قام البرلمان في 16 مايو 2021 بسحب الثقة من حكومة باشاغا.

## وصلات خارجية
- الموقع الرسمي للسيد فتحي علي باشاغآ